# Mattino Cinque
Mattino Cinque è stato un programma televisivo italiano di genere talk show, rotocalco, contenitore e costume, andato in onda su Canale 5 dal 21 gennaio 2008 al 10 dicembre 2021. Dal 21 gennaio 2008 al 5 giugno 2009 la conduzione è stata affidata a Barbara D'Urso e Claudio Brachino, mentre dal 7 settembre 2009 al 10 dicembre 2021 la conduzione era passata a Federica Panicucci, affiancata da Claudio Brachino dal 7 settembre 2009 al 19 febbraio 2010 e nuovamente dal 22 aprile al 31 maggio 2013, da Paolo Del Debbio dal 22 febbraio 2010 al 19 aprile 2013, da Federico Novella dal 9 settembre 2013 al 6 giugno 2016 e da Francesco Vecchi dal 12 settembre 2016 al 10 dicembre 2021. Il programma ha avuto quindici edizioni e veniva trasmesso in diretta dal lunedì al venerdì, per poi essere definitivamente sostituito dal suo spin-off Mattino Cinque News.

## Il programma
Il programma, nato come rotocalco di approfondimento quotidiano in onda dal lunedì al venerdì nella fascia mattuitina di Canale 5, era realizzato dalla testata giornalistica italiana Videonews e trattava le vicende legate all'attualità, alla cronaca, alla politica, all'economia, alla società, allo spettacolo e al gossip, con l'ausilio di servizi, della corrispondenza degli inviati e della presenza di ospiti e opinionisti in studio e in collegamento, pronti ad intervenire sulle varie tematiche.
Il programma dal 21 gennaio al 1º febbraio 2008 andava in diretta dalle 9:25 alle 11:00, poi dal 4 febbraio 2008 al 6 giugno 2016 andava in diretta dalle 8:45 alle 11:00, mentre dal 12 settembre 2016 al 10 dicembre 2021 andava in diretta dalle 8:40 alle 10:50.

### Studi televisivi
| Studio televisivo                                              | Edizione | Edizione | Edizione | Edizione | Edizione | Edizione | Edizione | Edizione | Edizione | Edizione | Edizione | Edizione | Edizione | Edizione | Edizione | Totale |
| Studio televisivo                                              | 1ª       | 2ª       | 3ª       | 4ª       | 5ª       | 6ª       | 7ª       | 8ª       | 9ª       | 10ª      | 11ª      | 12ª      | 13ª      | 14ª      | 15ª      | Totale |
| -------------------------------------------------------------- | -------- | -------- | -------- | -------- | -------- | -------- | -------- | -------- | -------- | -------- | -------- | -------- | -------- | -------- | -------- | ------ |
| Studio 5 del Centro di produzione Mediaset di Cologno Monzese  |          |          |          |          |          |          |          |          |          |          |          |          |          |          |          | 1      |
| Studio 6 del Centro di produzione Mediaset di Cologno Monzese  |          |          |          |          |          |          |          |          |          |          |          |          |          |          |          | 2      |
| Studio 10 del Centro di produzione Mediaset di Cologno Monzese |          |          |          |          |          |          |          |          |          |          |          |          |          |          |          | 5      |
| Studio 11 del Centro di produzione Mediaset di Cologno Monzese |          |          |          |          |          |          |          |          |          |          |          |          |          |          |          | 4      |
| Studio 7 del Centro di produzione Mediaset di Cologno Monzese  |          |          |          |          |          |          |          |          |          |          |          |          |          |          |          | 3      |

## Edizioni
| Edizione | Anno      | Conduzione         | Conduzione       | Conduzione       | Periodo           | Periodo          | Puntate | Regia           | Studio                                                         |
| Edizione | Anno      | Conduzione         | Conduzione       | Conduzione       | Inizio            | Fine             | Puntate | Regia           | Studio                                                         |
| -------- | --------- | ------------------ | ---------------- | ---------------- | ----------------- | ---------------- | ------- | --------------- | -------------------------------------------------------------- |
| 1ª       | 2008      | Barbara D'Urso     | Claudio Brachino | Claudio Brachino | 21 gennaio 2008   | 6 giugno 2008    | 100     | Roberta Bellini | Studio 5 del Centro di produzione Mediaset di Cologno Monzese  |
| 2ª       | 2008-2009 | Barbara D'Urso     | Claudio Brachino | Claudio Brachino | 1º settembre 2008 | 5 giugno 2009    | 190     | Roberta Bellini | Studio 6 del Centro di produzione Mediaset di Cologno Monzese  |
| 3ª       | 2009-2010 | Federica Panicucci | Claudio Brachino | Paolo Del Debbio | 7 settembre 2009  | 28 maggio 2010   | 180     | Roberta Bellini | Studio 6 del Centro di produzione Mediaset di Cologno Monzese  |
| 4ª       | 2010-2011 | Federica Panicucci | Paolo Del Debbio | Paolo Del Debbio | 13 settembre 2010 | 3 giugno 2011    | 180     | Roberta Bellini | Studio 10 del Centro di produzione Mediaset di Cologno Monzese |
| 5ª       | 2011-2012 | Federica Panicucci | Paolo Del Debbio | Paolo Del Debbio | 12 settembre 2011 | 1º giugno 2012   | 180     | Roberta Bellini | Studio 10 del Centro di produzione Mediaset di Cologno Monzese |
| 6ª       | 2012-2013 | Federica Panicucci | Paolo Del Debbio | Claudio Brachino | 3 settembre 2012  | 31 maggio 2013   | 185     | Roberta Bellini | Studio 10 del Centro di produzione Mediaset di Cologno Monzese |
| 7ª       | 2013-2014 | Federica Panicucci | Federico Novella | Federico Novella | 9 settembre 2013  | 30 maggio 2014   | 179     | Roberta Bellini | Studio 10 del Centro di produzione Mediaset di Cologno Monzese |
| 8ª       | 2014-2015 | Federica Panicucci | Federico Novella | Federico Novella | 8 settembre 2014  | 12 giugno 2015   | 190     | Roberta Bellini | Studio 10 del Centro di produzione Mediaset di Cologno Monzese |
| 9ª       | 2015-2016 | Federica Panicucci | Federico Novella | Federico Novella | 7 settembre 2015  | 6 giugno 2016    | 185     | Roberta Bellini | Studio 11 del Centro di produzione Mediaset di Cologno Monzese |
| 10ª      | 2016-2017 | Federica Panicucci | Francesco Vecchi | Francesco Vecchi | 12 settembre 2016 | 9 giugno 2017    | 185     | Roberta Bellini | Studio 11 del Centro di produzione Mediaset di Cologno Monzese |
| 11ª      | 2017-2018 | Federica Panicucci | Francesco Vecchi | Francesco Vecchi | 11 settembre 2017 | 8 giugno 2018    | 185     | Roberta Bellini | Studio 11 del Centro di produzione Mediaset di Cologno Monzese |
| 12ª      | 2018-2019 | Federica Panicucci | Francesco Vecchi | Francesco Vecchi | 10 settembre 2018 | 7 giugno 2019    | 185     | Roberta Bellini | Studio 11 del Centro di produzione Mediaset di Cologno Monzese |
| 13ª      | 2019-2020 | Federica Panicucci | Francesco Vecchi | Francesco Vecchi | 9 settembre 2019  | 29 maggio 2020   | 178     | Roberta Bellini | Studio 7 del Centro di produzione Mediaset di Cologno Monzese  |
| 14ª      | 2020-2021 | Federica Panicucci | Francesco Vecchi | Francesco Vecchi | 7 settembre 2020  | 25 giugno 2021   | 204     | Roberta Bellini | Studio 7 del Centro di produzione Mediaset di Cologno Monzese  |
| 15ª      | 2021      | Federica Panicucci | Francesco Vecchi | Francesco Vecchi | 20 settembre 2021 | 10 dicembre 2021 | 60      | Roberta Bellini | Studio 7 del Centro di produzione Mediaset di Cologno Monzese  |

### Prima edizione (2008)
La prima edizione di Mattino Cinque, con la conduzione di Barbara D'Urso e Claudio Brachino, è andata in onda dal 21 gennaio al 6 giugno 2008, dal lunedì al venerdì dalle 8:45 alle 11:00 (ad eccezione delle puntate dal 21 gennaio al 1º febbraio 2008, che erano andate in onda dalle 9:25 alle 11:00), in diretta dallo studio 5 del Centro di produzione Mediaset di Cologno Monzese. Alle ore 8:45, dopo l'edizione mattutina del TG5, l'ultimo segmento del telegiornale, detto TG5 Insieme, viene cancellato e sostituito dalla replica di Striscia la notizia del giorno precedente (che fino ad allora e ancora adesso veniva trasmesso dopo l'edizione della notte del TG5). Terminata la replica, alle 9:25 inizia la prima parte di Mattino Cinque. Alle ore 9:55 finisce la prima parte e va in diretta un'edizione flash del TG5, seguita dalla seconda parte, in diretta dalle 10:10 alle 11:00, cedendo la linea a Forum. Il 4 febbraio 2008 viene cancellata la replica di Striscia la notizia, da quel momento in poi il programma parte alle 8:45. Il programma è subito un successo con una media auditel del 20,03% di share: visto il successo ottenuto, si decide di proseguire il programma anche al termine di questa prima edizione. Collaborano al programma: il giornalista Maurizio Belpietro con la sua rubrica Panorama del giorno in cui intervista i principali politici del momento; il colonnello Mario Giuliacci e il meteorologo Paolo Corazzon per il meteo; la professoressa Gloria Saccani Jotti e il professore Nicola Sorrentino per la rubrica sulla salute; i giornalisti Filippo Facci, Luciano Regolo e Alfonso Signorini come opinionisti dell'Angolo del gossip; gli economisti Ferruccio De Bortoli e Paolo Del Debbio come opinionisti della rubrica di economia; l'astrologa Ada Alberti che cura l'oroscopo settimanale (in onda ogni venerdì). Il format della trasmissione è composto da temi leggeri, come lo spettacolo, curati da Barbara D'Urso e temi meno leggeri, solitamente casi di cronaca, ma anche i temi politici ed economici, temi curati da Claudio Brachino. L'edizione è terminata il 6 giugno 2008: l'inviato di questa edizione era Gabriele Petronio, in prestito da Le Iene.

### Seconda edizione (2008-2009)
La seconda edizione di Mattino Cinque, con la conduzione di Barbara D'Urso e Claudio Brachino, è andata in onda dal 1º settembre 2008 al 5 giugno 2009, dal lunedì al venerdì dalle 8:45 alle 11:00, in diretta dallo studio 6 del Centro di produzione Mediaset di Cologno Monzese. Visti i buoni risultati ottenuti dalla stagione televisiva 2008-2009, il programma è stato sdoppiato in Mattino Cinque e Pomeriggio Cinque, che presenta uno stile di conduzione diverso (è condotto solo da Barbara D'Urso, seppur nei primi mesi di programmazione quest'ultima fu affiancata da Claudio Brachino, inizialmente dallo stesso studio del programma mattutino) Durante l'edizione hanno partecipano al programma, con rubriche di vario tipo: Maurizio Belpietro, Filippo Facci, Paolo Del Debbio, Mario Giuliacci, Paolo Corazzon e Ada Alberti, mentre in studio spesso sono presenti vari opinionisti.

### Terza edizione (2009-2010)
La terza edizione di Mattino Cinque, la prima con la conduzione di Federica Panicucci (subentrata a Barbara D'Urso) e Paolo Del Debbio, è andata in onda dal 7 settembre 2009 al 28 maggio 2010, dal lunedì al venerdì dalle 8:45 alle 11:00, in diretta dallo studio 6 del Centro di produzione Mediaset di Cologno Monzese. Dal 22 febbraio Claudio Brachino (che da questo momento si occupa, in qualità di direttore di Videonews, solo del team autoriale del programma e degli editoriali in occasione di fatti rilevanti) viene sostituito da Paolo Del Debbio. Da questa edizione sono stabilmente presenti la rubrica di cucina di Samya Abbary e le rubriche di costume e società (già sperimentate alla fine della stagione precedente) curate da Laura Drzewicka e Micol Ronchi. A partire da questa edizione il programma passa al formato 16:9. Le rubriche sono curate da Maurizio Belpietro, Filippo Facci, Alessandro Sallusti, Daniele Manca, Mario Giuliacci, Andrea Giuliacci e Claudio Brachino (anche autore del programma), mentre in studio sono ospiti vari opinionisti.

### Quarta edizione (2010-2011)
La quarta edizione di Mattino Cinque, sempre con la conduzione di Federica Panicucci e Paolo Del Debbio, è andata in onda dal 13 settembre 2010 al 3 giugno 2011, dal lunedì al venerdì dalle 8:45 alle 11:00, in diretta dallo studio 10 del Centro di produzione Mediaset di Cologno Monzese. In questa edizione il programma ha la grossa novità dell'introduzione del pubblico in studio. Un'altra novità del programma è la rubrica La telefonata di Belpietro, curata da Maurizio Belpietro, ora in onda nell'anteprima della trasmissione. Proseguono, anche in questa edizione, la rubrica di cucina di Samya Abbary e le rubriche di costume e società curate da Laura Drzewicka e Micol Ronchi; nasce la rubrica di scienze curata da Luca Tassinari: un'altra novità, è lo spazio, nella seconda parte della trasmissione, delle Breakfast News, condotto da Federica Panicucci, che insieme ad un gruppo di opinionisti commentano le notizie, di cronaca e di gossip, più rilevanti della giornata.

### Quinta edizione (2011-2012)
La quinta edizione di Mattino Cinque, sempre con la conduzione di Federica Panicucci e Paolo Del Debbio, è andata in onda dal 12 settembre 2011 al 1º giugno 2012, dal lunedì al venerdì dalle 8:45 alle 11:00, in diretta dallo studio 10 del Centro di produzione Mediaset di Cologno Monzese. Da questa edizione la rubrica La telefonata di Belpietro è diventata autonoma e indipendente, precedendo il programma nella messa in onda (8:40-8:50). Gli inviati di questa edizione sono stati Rocco Pietrantonio, Margherita Zanatta e Veronica Ciardi.

### Sesta edizione (2012-2013)
La sesta edizione di Mattino Cinque, è andata in onda dal 3 settembre 2012 al 31 maggio 2013, dal lunedì al venerdì dalle 8:45 alle 11:00, in diretta dallo studio 10 del Centro di produzione Mediaset di Cologno Monzese, con la conduzione di Federica Panicucci con Paolo Del Debbio: quest'ultimo viene sostituito ad interim dal direttore di Videonews Claudio Brachino dal 22 aprile al 31 maggio perché Del Debbio decide di abbandonare la conduzione per dedicarsi a tempo pieno ai programmi di Rete 4 Quinta colonna (in prima serata il lunedì sera) e alla sua nuova striscia quotidiana (nell'access prime time dal lunedì al venerdì: quest'ultimo impegno era incompatibile, per ovvi motivi, con la conduzione di Mattino Cinque). Tra le novità una nuova videosigla e una nuova grafica (dalla seconda settimana di programmazione), l'azzeramento quasi totale delle rubriche (resta solo quella di cucina) e degli inviati, la svolta del format (anche a causa del taglio del budget) verso i temi seri (cronaca nera e politica) a danno dell'intrattenimento (principalmente a causa dell'assenza del Grande Fratello per tutta la stagione), e l'arrivo del social ufficiale. Gli spazi dei conduttori erano all'incirca gli stessi delle edizioni precedenti, con la consueta presenza dell'edizione delle 10:00 del TG5 che separa la prima dalla seconda parte. Samya Abbary continua a curare una rubrica di cucina. Anche per questa edizione viene riconfermato prima della partenza del programma stesso la rubrica La telefonata di Belpietro, curata e condotta appunto dal giornalista Maurizio Belpietro che intervista il politico del giorno.

### Settima edizione (2013-2014)
La settima edizione di Mattino Cinque, è andata in onda dal 9 settembre 2013 al 30 maggio 2014, dal lunedì al venerdì dalle 8:45 alle 11:00, in diretta dallo studio 10 di Cologno Monzese e ha visto alla conduzione la riconfermata Federica Panicucci affiancata dal giornalista di TGcom24 Federico Novella, nominato dal nuovo direttore di Videonews Mario Giordano (succeduto a Claudio Brachino il 10 giugno 2013 che lascia pure la conduzione del programma). Tra le novità di questa edizione ci sono alcune nuove rubriche: molto interesse suscitò Il Difensore Civico, rubrica curata da Federico Novella che ha il compito di stanare le piccole ingiustizie e di portarle a conclusione; Nella borsa delle donne in cui Federica Panicucci rovista nel mondo delle borse delle ospiti in studio prendendo spunto dagli oggetti trovati per le domande dell'intervista; L'edicola, rubrica in cui la Panicucci ospita in ogni puntata un direttore di un diverso giornale con cui sfoglia il numero in edicola della testata per conoscerne le notizie e gli scoop contenuti; Botta e Risposta, rubrica in cui i due conduttori insieme porgono domande a risposta secca a ospiti (di solito due in una specie di "duello" o di "faccia a faccia") presenti in studio; Il Caso di Ilaria Cavo, rubrica settimanale in onda ogni martedì dove la giornalista Ilaria Cavo si occupa di piccoli-grandi errori giudiziari; Ti racconto... in cui si parla di esperienze di vita riguardanti persone famose e meno famose; Rotocalco, rubrica in cui la Panicucci discute di argomenti di costume, gossip e televisione insieme a vari ospiti, di solito vip e personalità televisive; Senza cravatta in cui si intervistava un personaggio famoso nei suoi lati più profondi e personali. Le uniche rubriche ereditate dalle passate edizioni erano l'oroscopo del lunedì di Ada Alberti e la rubrica di cucina di Samya Abbary. A differenza di quanto successo nelle edizioni precedenti, in questa edizione il format della puntata si apre con i due conduttori che commentano insieme le principali notizie del giorno davanti ad un tavolo pieno di giornali da cui traggono spunto: in questa edizione infatti gli spazi vengono rimodulati per cercare di creare un clima più familiare e amichevole con i telespettatori al fine di risollevare i risultati d'ascolto non brillanti (cioè al di sotto del livello medio della rete) ottenuti nell'edizione precedente. Dal 10 marzo 2014 il programma La telefonata di Belpietro è stato inglobato all'interno di Mattino Cinque alle 8:40 senza lanciare la pubblicità alla fine del programma, così come è già successo nella stagione 2010-2011.

### Ottava edizione (2014-2015)
L'ottava edizione di Mattino Cinque, sempre con la conduzione di Federica Panicucci e Federico Novella, è andata in onda dall'8 settembre 2014 al 12 giugno 2015, dal lunedì al venerdì dalle 8:45 alle 11:00, in diretta dallo studio 10 del Centro di produzione Mediaset di Cologno Monzese. Lo studio, la sigla e la grafica sono ancora quelle della scorsa edizione, e anche i temi restano inalterati. Nel corso della stagione, il programma privilegia la cronaca nera agli altri temi, cancellando gran parte delle rubriche introdotte l'anno precedente (restano solo La telefonata di Belpietro, L'oroscopo e Le ricette di Samya) e chiamando in studio a commentare i fatti criminosi più controversi la scrittrice di thriller Elisabetta Cametti. Non ottiene un buon riscontro lo spazio dedicato alle vicende relative alla decima edizione del reality di Canale 5 L'isola dei famosi (nonostante questo reality abbia avuto molto successo).

### Nona edizione (2015-2016)
La nona edizione di Mattino Cinque, sempre con la conduzione di Federica Panicucci e Federico Novella, è andata in onda dal 7 settembre 2015 al 6 giugno 2016, dal lunedì al venerdì dalle 8:45 alle 11:00, in diretta dallo studio 11 del Centro di produzione Mediaset di Cologno Monzese, nuovo studio più ampio utilizzato anche per i programmi Pomeriggio Cinque e Domenica Live, sempre prodotti e curati da Videonews. Nel nuovo studio, il programma mattutino occupa la zona opposta a quella di Pomeriggio Cinque, con una scenografia del tutto nuova firmata da Roberto Bassanini. Le principali postazioni sono due: la prima, quella centrale, ha un grande schermo alle spalle, su cui sono mostrati anche i diversi ospiti in collegamento; la seconda, più raccolta ed usata per i temi più leggeri, è nell'angolo sinistro dello studio e ha alle spalle tre piccoli schermi. Come succede con il rotocalco pomeridiano di Barbara D'Urso, anche Mattino Cinque ha una nuova sigla e una nuova grafica. Confermate le tre rubriche del programma: Maurizio Belpietro apre tutte le puntate con La telefonata di Belpietro, in cui intervista il personaggio della giornata, Samya Abbary cura, al termine di ogni puntata, Le ricette di Samya, che da quest'anno propone un tipo di ricetta diversa per ogni giorno (es. lunedì ricetta regionale, venerdì un dolce), Ada Alberti cura, al termine della puntata del lunedì, L'oroscopo. Sono confermati inoltre gli argomenti e gli spazi con cui i conduttori si dividono il programma: si parte dalla cronaca, si passa poi alla politica, ai fatti di costume e si finisce con gli approfondimenti di cronaca o con un talk in studio con diversi ospiti. Dal 26 aprile 2016, l'edizione flash del TG5 si sposta alle 10:50, e lo spazio dedicato, viene abolito.

### Decima edizione (2016-2017)
La decima edizione di Mattino Cinque, con la conduzione di Federica Panicucci e Francesco Vecchi (subentrato a Federico Novella, passato a condurre l'edizione serale del TG4), è andata in onda dal 12 settembre 2016 al 9 giugno 2017, dal lunedì al venerdì dalle 8:40 alle 10:50, in diretta dallo studio 11 del Centro di produzione Mediaset di Cologno Monzese. Dal 9 gennaio 2017, dopo la consueta pausa natalizia, il programma torna in onda con una nuova sigla, una nuova grafica e un nuovo arrangiamento musicale. Il logo della trasmissione è sempre bianco, su uno sfondo azzurro.

### Undicesima edizione (2017-2018)
L'undicesima edizione di Mattino Cinque, sempre con la conduzione di Federica Panicucci e Francesco Vecchi, è andata in onda dall'11 settembre 2017 all'8 giugno 2018, dal lunedì al venerdì dalle ore 8:40 alle 10:50, in diretta dallo studio 11 del Centro di produzione Mediaset di Cologno Monzese.

### Dodicesima edizione (2018-2019)
La dodicesima edizione di Mattino Cinque, sempre con la conduzione di Federica Panicucci e Francesco Vecchi, è andata in onda dal 10 settembre 2018 al 7 giugno 2019, dal lunedì al venerdì dalle 8:40 alle 10:50, in diretta dallo studio 11 del Centro di produzione Mediaset di Cologno Monzese.

### Tredicesima edizione (2019-2020)
La tredicesima edizione di Mattino Cinque, sempre con la conduzione di Federica Panicucci e Francesco Vecchi, è andata in onda dal 9 settembre 2019 al 29 maggio 2020, dal lunedì al venerdì dalle 8:40 alle 10:50, in diretta dallo studio 7 del Centro di produzione Mediaset di Cologno Monzese, il quale presenta una nuova scenografia. Dal 24 febbraio al 26 giugno 2020, a causa della pandemia di COVID-19, andò in onda senza pubblico in studio. Dal 16 marzo al 1º maggio 2020, il programma è stato condotto solo da Francesco Vecchi e incentrato solamente sulla tematica del COVID-19 e per l'occasione ha assunto la denominazione di Mattino Cinque Speciale Coronavirus. Dal 4 al 29 maggio 2020, è tornata anche Federica Panicucci alla conduzione. Dal 1º al 26 giugno è andato in onda lo spin-off Mattino Cinque News con la conduzione di Francesco Vecchi.

### Quattordicesima edizione (2020-2021)
La quattordicesima edizione di Mattino Cinque, sempre con la conduzione di Federica Panicucci e Francesco Vecchi, è andata in onda dal 7 settembre 2020 al 25 giugno 2021, dal lunedì al venerdì dalle 8:40 alle 10:50, in diretta dallo studio 7 del Centro di produzione Mediaset di Cologno Monzese. Il 1º gennaio 2021 è stata trasmessa una puntata speciale (dalle 8:40 alle 13:00), al cui interno è stata trasmessa la Santa Messa (dalle 10:00 alle 11:25), la prima parte della puntata (dalle 8:40 alle 10:00), è stata condotta da Francesco Vecchi, con il titolo di Mattino Cinque News 2021, mentre la seconda parte (dalle 11:30 alle 13:00), è stata condotta da Federica Panicucci, con il titolo di Mattino Cinque Capodanno 2021; la stessa cosa è avvenuta per il 6 gennaio 2021, dove all'interno della puntata è stata trasmessa la Santa Messa dell'epifania celebrata da Papa Francesco, e il 26 gennaio 2021, in queste occasioni il programma ha assunto il titolo di Mattino Cinque News, mentre le puntate del 4 e del 5 gennaio 2021 avevano assunto il titolo di Mattino Cinque Speciale 2021.
Dal 7 settembre 2020 al 25 giugno 2021 la suddivisione in segmenti è stata la seguente:
- 8:40-9:50 Mattino Cinque - Prima parte
- 9:55-10:35 Mattino Cinque - Seconda parte
- 10:40-10:50 Mattino Cinque - I Saluti (al cui interno venivano proposte Le ricette di Samya)

In questa edizione il programma è andato in onda senza pubblico in studio a causa delle misure di contenimento della pandemia di COVID-19.

### Quindicesima edizione (2021)
La quindicesima ed ultima edizione di Mattino Cinque, sempre con la conduzione di Federica Panicucci e Francesco Vecchi, è andata in onda dal 20 settembre al 10 dicembre 2021, dal lunedì al venerdì dalle 8:40 alle 10:50, in diretta dallo studio 7 del Centro di produzione Mediaset di Cologno Monzese. Dal 13 dicembre 2021 il programma è stato sostituito dallo spin-off Mattino Cinque News: dal 13 dicembre 2021 al 7 gennaio 2022 è stato condotto solamente da Francesco Vecchi, mentre dal 10 gennaio 2022 quest'ultimo è stato affiancato da Federica Panicucci. Nelle intenzioni originarie tale programma sarebbe dovuto tornare in onda dopo la pausa natalizia, tuttavia, per motivi di budget, è stata dapprima posticipata al 7 febbraio 2022 per poi essere definitivamente sostituito dallo spin-off Mattino Cinque News.
Dal 20 settembre al 10 dicembre 2021 la suddivisione in segmenti è stata la seguente:
- 8:40-9:50 Mattino Cinque - Prima parte
- 9:55-10:35 Mattino Cinque - Seconda parte
- 10:40-10:50 Mattino Cinque - I Saluti (al cui interno venivano proposte Le ricette di Samya)

Come nell'edizione precedente, anche in questa il programma è stato trasmesso senza pubblico in studio a causa delle misure di contenimento della pandemia di COVID-19.

## Audience
| Edizione | Rete televisiva | Anno      | Stagione          | Orario     | Durata  | Programmazione | Programmazione | Programmazione | Programmazione | Programmazione | Programmazione | Programmazione | Collocazione | Media auditel  | Media auditel |
| Edizione | Rete televisiva | Anno      | Stagione          | Orario     | Durata  | L              | M              | M              | G              | V              | S              | D              | Collocazione | Telespettatori | Share         |
| -------- | --------------- | --------- | ----------------- | ---------- | ------- | -------------- | -------------- | -------------- | -------------- | -------------- | -------------- | -------------- | ------------ | -------------- | ------------- |
| 1ª       | Canale 5        | 2008      | inverno-primavera | 8:45-11:00 | 135 min |                |                |                |                |                |                |                | Day-time     | 860 000        | 20,03%        |
| 2ª       | Canale 5        | 2008-2009 | estate-primavera  | 8:45-11:00 | 135 min | 842 000        | 22,03%         |                |                |                |                |                | Day-time     |                |               |
| 3ª       | Canale 5        | 2009-2010 | estate-primavera  | 8:45-11:00 | 135 min | 800 000        | 18,15%         |                |                |                |                |                | Day-time     |                |               |
| 4ª       | Canale 5        | 2010-2011 | estate-primavera  | 8:45-11:00 | 135 min | 814 000        | 17,58%         |                |                |                |                |                | Day-time     |                |               |
| 5ª       | Canale 5        | 2011-2012 | estate-primavera  | 8:45-11:00 | 135 min | 765 000        | 16,39%         |                |                |                |                |                | Day-time     |                |               |
| 6ª       | Canale 5        | 2012-2013 | estate-primavera  | 8:45-11:00 | 135 min | 705 000        | 14,34%         |                |                |                |                |                | Day-time     |                |               |
| 7ª       | Canale 5        | 2013-2014 | estate-primavera  | 8:45-11:00 | 135 min | 608 000        | 12,80%         |                |                |                |                |                | Day-time     |                |               |
| 8ª       | Canale 5        | 2014-2015 | estate-primavera  | 8:45-11:00 | 135 min | 698 000        | 14,21%         |                |                |                |                |                | Day-time     |                |               |
| 9ª       | Canale 5        | 2015-2016 | estate-primavera  | 8:45-11:00 | 135 min | 706 000        | 12,60%         |                |                |                |                |                | Day-time     |                |               |
| 10ª      | Canale 5        | 2016-2017 | estate-primavera  | 8:40-10:50 | 130 min | 662 000        | 14,10%         |                |                |                |                |                | Day-time     |                |               |
| 11ª      | Canale 5        | 2017-2018 | estate-primavera  | 8:40-10:50 | 130 min | 684 000        | 14,68%         |                |                |                |                |                | Day-time     |                |               |
| 12ª      | Canale 5        | 2018-2019 | estate-primavera  | 8:40-10:50 | 130 min | 704 000        | 15,20%         |                |                |                |                |                | Day-time     |                |               |
| 13ª      | Canale 5        | 2019-2020 | estate-primavera  | 8:40-10:50 | 130 min | 1 044 000      | 15,00%         |                |                |                |                |                | Day-time     |                |               |
| 14ª      | Canale 5        | 2020-2021 | estate-estate     | 8:40-10:50 | 130 min | 1 000 000      | 17,70%         |                |                |                |                |                | Day-time     |                |               |
| 15ª      | Canale 5        | 2021      | estate-autunno    | 8:40-10:50 | 130 min | 938 000        | 18,90%         |                |                |                |                |                | Day-time     |                |               |

## Ospiti e opinionisti ricorrenti
Ci sono stati vari opinionisti, che hanno discusso argomenti di attualità, cronaca, società, politica, spettacolo e costume, tra cui gli opinionisti ricorrenti principali sono stati: Marco Balestri, Enrica Bonaccorti, Guendalina Canessa, Francesca Cipriani, Alessandro Cecchi Paone, Samantha De Grenet, Arianna David, Lory Del Santo, Carmen Di Pietro, Nino Formicola, Éva Henger, Daniele Interrante, Vladimir Luxuria, Alessandro Meluzzi, Valerio Merola, Anna Pettinelli, Maria Teresa Ruta, Enrico Silvestrin, Guendalina Tavassi, Emanuela Tittocchia, Costantino Vitagliano, Augusto De Megni, Luca Giurato.

## Rubriche

### Le ricette di Samya
Dal 2009 al 2021 nel programma è stata presente anche una rubrica settimanale (poi diventata giornaliera) di cucina detta Le ricette di Samya (inizialmente chiamata Le ricette di Samya... in salsa piccante), a cura di Samya Abbary, fino alla settima edizione in onda solo il mercoledì e, dopo un anno di pausa, dalla nona alla quindicesima edizione in onda dal lunedì al venerdì verso il termine di ogni puntata.

### La telefonata di Belpietro
La telefonata di Belpietro (nel 2008 e nel 2009 col titolo Panorama del giorno) era una rubrica riguardante i fatti della politica in onda all'interno di Mattino Cinque. In ogni puntata veniva intervistato da Maurizio Belpietro un personaggio politico di maggiore o minore rilevanza sui principali fatti politici e governativi del giorno. La rubrica debuttò il 5 novembre 2007 come programma autonomo in onda dal lunedì al venerdì dalle 9:00 alle 9:10; con la nascita di Mattino Cinque la rubrica venne accorpata al rotocalco e trasmessa intorno alle 9:25. Dal 12 settembre 2011 tornò ad essere una rubrica autonoma rispetto a Mattino Cinque con tanto di sigla e grafica proprie venendo trasmesso dalle 8:40 alle 8:45. Dal 10 marzo 2014 al 22 aprile 2016 la rubrica tornò ad essere trasmessa all'interno di Mattino Cinque come avveniva fino a maggio 2011. Dal 26 aprile 2016 tornò ancora una volta autonoma e andava in onda dalle 10:50 alle 11:00 subito dopo la puntata della trasmissione. Con l'inizio della decima edizione di Mattino Cinque il 12 settembre 2016, il programma non andò più in onda a causa dei nuovi impegni di Belpietro legati alla conduzione del rotocalco di Rete 4 Dalla vostra parte.

## Spin-off
- Mattino Cinque News, spin-off di Mattino Cinque in onda su Canale 5 dal 1º giugno 2020, e dal 13 dicembre 2021 anche in simulcast su TGcom24 e su Rete 4 (solo il 13 e il 14 giugno 2023) con la conduzione di Francesco Vecchi e Federica Panicucci (il 26 gennaio 2021 e dal 10 gennaio 2022).
- Morning News, spin-off estivo di Mattino Cinque in onda su Canale 5[17] e in simulcast su TGcom24[18] dal 26 luglio 2021 con la conduzione di Simona Branchetti[19] fino al 22 settembre 2023[20], mentre dal 1º luglio 2024[21] la conduzione è passata a Dario Maltese[22], affiancato da Carolina Sardelli dal 30 giugno 2025[23].
- Mattino 4, spin-off di Mattino Cinque[24] andato in onda su Rete 4[25] e in simulcast su TGcom24[26] dall'11 marzo 2024[27] al 23 giugno 2025 con la conduzione di Federica Panicucci[28] e Roberto Poletti[29].

## Controversie
Nel corso degli anni Mattino Cinque era stato al centro di alcune controversie.
- Il programma è stato al centro di una controversia mediatica a causa di un servizio di Annalisa Spinoso andato in onda il 15 ottobre 2009, nel quale il giudice Raimondo Mesiano veniva ripreso a sua insaputa in momenti di vita privata, ripetutamente etichettato come stravagante e denigrato per il suo abbigliamento, in particolare per il colore dei calzini[30]. In seguito a questo servizio, il 15 marzo 2010 Claudio Brachino, quale direttore responsabile, è stato sospeso per due mesi dall'Ordine dei giornalisti della Lombardia[31][32].
- Martedì 23 maggio 2017 il giornalista Carmelo Abbate, ospite della trasmissione, ha dato notizia di un festeggiamento dell'attentato di Manchester del 22 maggio 2017 in un bar di Pioltello; due giorni dopo, in quella località, è stato appiccato fuoco a un bar gestito da nordafricani. La notizia data da Carmelo Abbate è stata dichiarata falsa anche dai Carabinieri[33].